# VERITAS (космический аппарат)
VERITAS (Venus Emissivity, Radio Science, InSAR, Topography, and Spectroscopy) — предстоящая автоматическая межпланетная станция ЛРД НАСА по картографированию поверхности Венеры в высоком разрешении. Сочетание данных топографии, спектроскопии в ближнем инфракрасном диапазоне и радиолокационных изображений позволит получить знания о тектонике Венеры и истории столкновений с ней, гравитации, геохимии, времени и механизмах «вулканического восстановления», а также процессах в мантии, ответственных за них.
4 ноября 2022 года НАСА объявило о переносе запуска миссии с 2027 на 2031 год, сославшись на проблемы в ЛРД, задерживающих запуск Psyche. Главный исследователь миссии Сюзанна Смрекар предложила дату запуска в ноябре 2029 года, что, по ее мнению, потребует лишь скромного «промежуточного» финансирования и по сравнению с вариантом 2031 года обеспечит более низкую общую стоимость и меньше конфликтов с DAVINCI и EnVision; эта позиция получила одобрение Конгресса в октябре 2023 года. В ноябре 2024 года она заявила, что миссия будет запущена в июне 2031 года.

## Миссия аппарата
VERITAS будет собирать научные данные, чтобы помочь ученым ответить на три основных вопроса о Венере:
1. Как развивалась её геология с течением времени?
2. Какие геологические процессы на ней сейчас протекают?
3. Присутствовала ли вода на её поверхности или под ней?

Понимание геологии Венеры представляет значительный научный интерес из-за ее сходства с Землей. Размер, возраст и состав Венеры в целом схожи с Землей, но условия на ней значительно отличаются и менее благоприятны для жизни. Таким образом, понимание эволюции геологии Венеры поможет ответить на вопросы о формировании планет, пригодных для жизни. Текущие данные позволяют предположить активный вулканизм на Венере, но масштабы этой вулканической активности до конца не известны. Более того, неизвестно, в какой степени вода присутствовала на Венере и какую роль играют подземные воды в современной геологии Венеры.
Система связи аппарата будет использоваться также и для изучения гравитационного поля Венеры. Коммуникационная система аппарата будет использоваться для картографирования изменения силы тяжести на поверхности Венеры, обеспечивая разрешение более160 км. Предполагается, что полученные данные предоставят оценку размера ядра Венеры и информацию о топографических особенностях под поверхностью планеты.

## Научные приборы
VERITAS предназначен для создания глобальной топографической карты и изображений поверхности Венеры с высоким разрешением, а также для создания первых карт глобального состава поверхности, теплового излучения и гравитационных полей. На борту аппарата будут находиться два научных инструмента: Venus Emissivity Mapper (VEM) и Venus Interferometric Synthetic Aperture Radar (VISAR).
- VEM (Venus Emissivity Mapper) предназначен для картографирования поверхностной излучательной способности[6]. Его разработкой займется DLR[9]. VEM также будет исследовать подповерхностный пар Венеры[10].
- VISAR (Venus Interferometric Synthetic Aperture Radar) предназначен для создания глобальных топографических карт и изображений с разрешением 30м. VERITAS создаст первую планетную карту изменения поверхности (1,5 см по вертикали)[11].